# Gai Letori (pretor)
Gai Letori (llatí: Gaius Laetorius) va ser un magistrat romà del segle iii aC.
Apareix com a edil curul l'any 216 aC i després de l'exercici d'aquesta magistratura va ser enviat pel senat com a ambaixador als cònsols Api Claudi Pulcre i Quint Fulvi Flac el 212 aC. L'any 210 aC va ser pretor i el 209 aC decemviri sacris faciundis.